# Jeanne de Leiningen-Westerbourg
Jeanne Walpurgis de Leiningen-Westerbourg (3 juin 1647 - 4 novembre 1687), est une noble allemande membre de la Maison de Runkel (par le biais de la ligne féminine, Leiningen-Westerbourg) et par mariage duchesse de Saxe-Weissenfels.

## Biographie
Née à Schaumburg an der Lahn, elle est la troisième des dix-neuf enfants nés du mariage de George Guillaume de Leiningen-Westerbourg-Schaumbourg et de la comtesse Sophie Élisabeth de Lippe-Detmold. Onze arrivent à l'âge adulte : Simon, Philippe, Frédéric-Guillaume, Marie Christiane (par mariage comtesse Reuss de Lobenstein), Sophie Madeleine (par son mariage comtesse de Schönbourg-Hartenstein), Jean-Antoine, Christophe Christian, Jeanne Élisabeth (par ses deux mariages comtesse de Wied-Runkel et de Metternich-Winnebourg), Angelique Catherine (par mariage comtesse de Vasaborg), Henri-Christian-Frédéric-Ernest, Georges II, Charles Louis et Juliana Éléonore (par son mariage comtesse de Metternich-Winnebourg),.
À Halle , le 29 janvier 1672, Jeanne Walpurgis épouse Auguste de Saxe-Weissenfels dont elle est la seconde épouse. Ils ont trois enfants,:
1. Frédéric de Saxe-Weissenfels-Dahme (Halle, 20 novembre 1673 - Dahme, 16 avril 1715).
2. Maurice (Halle, 5 janvier 1676 - Szeged, En Hongrie, 12 septembre 1695).
3. Fils Mort-né (1679).

Juliana Walpurgis est morte à Dahme âgée de 40 ans, ayant survécu 7 ans à son mari. Elle est enterrée dans la Schlosskirche, Weissenfels.